# Albert Manser

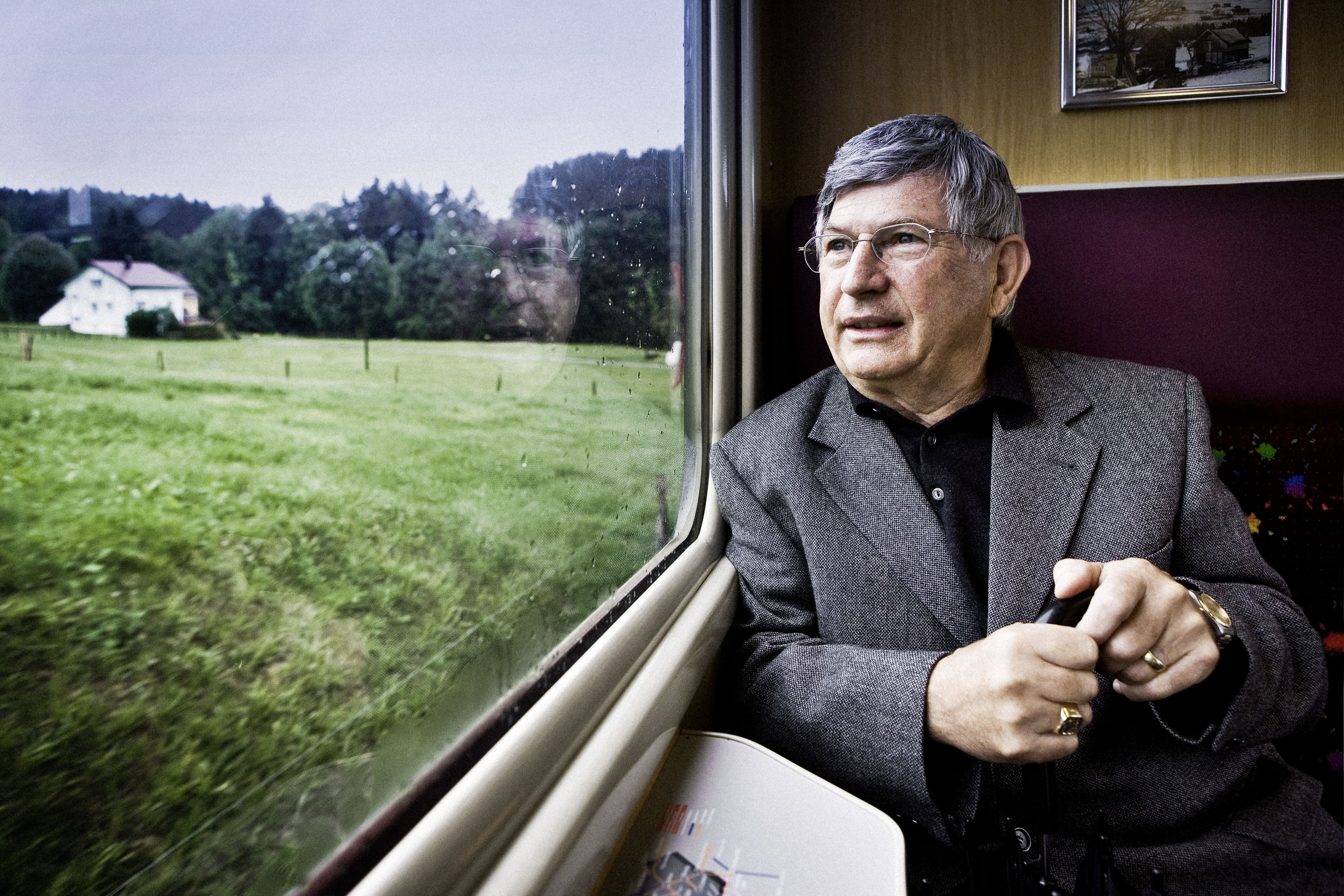
Albert Manser im Jahr 2008

Albert Manser (* 30. Dezember 1937 als Albert Josef Manser in Appenzell; † 12. Januar 2011 ebenda; heimatberechtigt ebenda; Spitzname: Mällis-Albet / Mällis-Kalokes-Franze-Franzelis-Albet) war ein Schweizer Maler und Vertreter der Appenzeller Bauernmalerei aus dem Kanton Appenzell Innerrhoden. 2010 erhielt er den Innerrhoder Kulturpreis.

## Leben und Wirken
Albert Manser wuchs als Sohn von Franz Anton Manser und Maria Emilia Huber in einer Bauernfamilie am Hirschberg in Appenzell auf. Er besuchte die Primarschule und die Realschule des Kollegiums St. Antonius in Appenzell. Es folgten die Ausbildung zum Konditor in St. Gallen und weitere Tätigkeit auf diesem Beruf in verschiedenen renommierten Konditoreien. Neben dem hobbymässigen Malen verzierte Manser auf Anraten seines Chefs Jakob Spörri in Teufen traditionelle Chlausebickli (Lebkuchen zur Weihnachtszeit im Appenzellerland) und fand so einen eigenen naiven Stil im Sinne der Appenzeller Bauernmalerei. Albert Manser verehelichte sich 1962 mit Gertrud Schälli, der Verbindung entsprossen drei Söhne.
1967 ermunterte ihn Ida Niggli-Riklin, die Galeristin und Ehefrau des Teufner Verlegers Arthur Niggli, ganz auf den Beruf des Malers umzusatteln. Manser ging mit seiner Familie das Wagnis ein. Es folgte der internationale Erfolg mit zahlreichen Ausstellungen in der Schweiz und in Übersee. Manser gilt heute als einer der bedeutendsten Vertreter der naiven Kunst. In der New York Times wurde er anlässlich einer Ausstellung 1981 in New Jersey mit der berühmten naiven Künstlerin Grandma Moses (1860–1961) verglichen.
Albert Manser zeichnet in seinen Bildern des Appenzellerlandes ein idyllisches Bild seiner Heimat. Als einer der ersten malte er jedoch auch Winter- und Regenbilder; ausserdem findet sich auch bei ihm der Einbruch der Moderne in Form von Bahn, Strassen oder Autos. Als Innerrhoder Künstler malte Manser auch Brauchtums- und andere Szenen aus Appenzell Ausserrhoden. Zu einem Teil des Schweizer kollektiven Gedächtnisses wurde das Kinderbuch Albertli (1987), in dem Albert Manser Szenen aus seiner eigenen Kindheit wiederauferstehen lässt. Die Gesamtauflage überschritt schon lange die Marke von 150'000 Exemplaren. Übersetzungen auf Französisch, Englisch und Japanisch liegen vor. 1995 folgte das Kinderbuch Barbara.
Abbildungen von Albert Manser zieren zahlreiche der bekannten Echten Appenzeller Bärli-Biber der Bischofberger AG, Weissbad. Bereits zwei Mal erschien ein Briefmarkenset der Schweizerischen Post mit je vier Marken mit Motiven Mansers. Ausserdem gaben UNICEF und Pro Juventute Karten mit Motiven von Albert Manser heraus. Mit seiner Arbeit prägte Manser einen Stil, der heute für das Appenzellische schlechthin steht. Der Künstler wurde geehrt 1987 mit dem Ehrenpreis des Salon des Nations in Paris und erhielt 2010 den Innerrhoder Kulturpreis der kantonalen Stiftung Pro Innerrhoden. Albert Manser verstarb mit 73 Jahren.

## Galerie

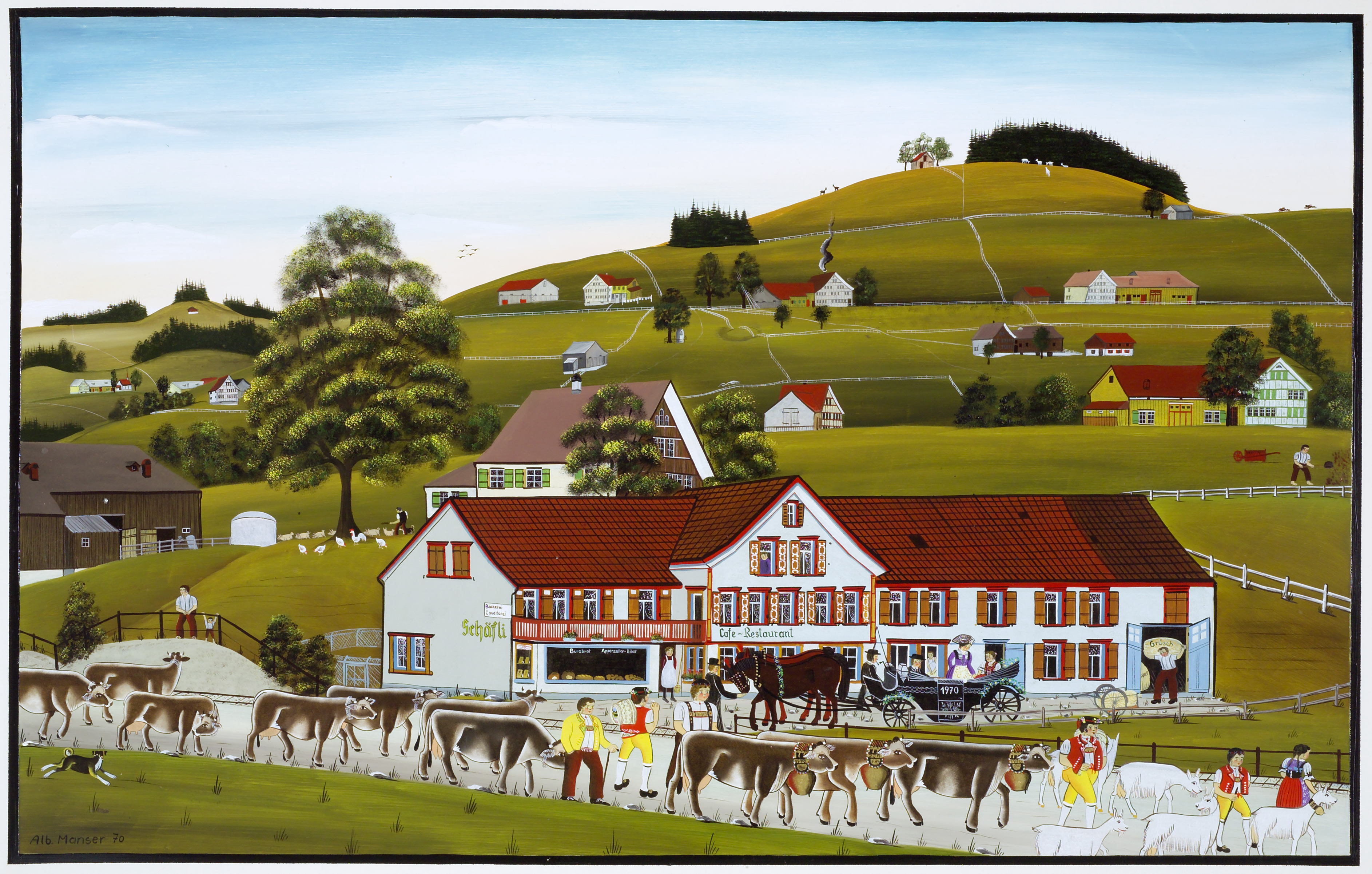
Schäfli, Steinegg (1970)
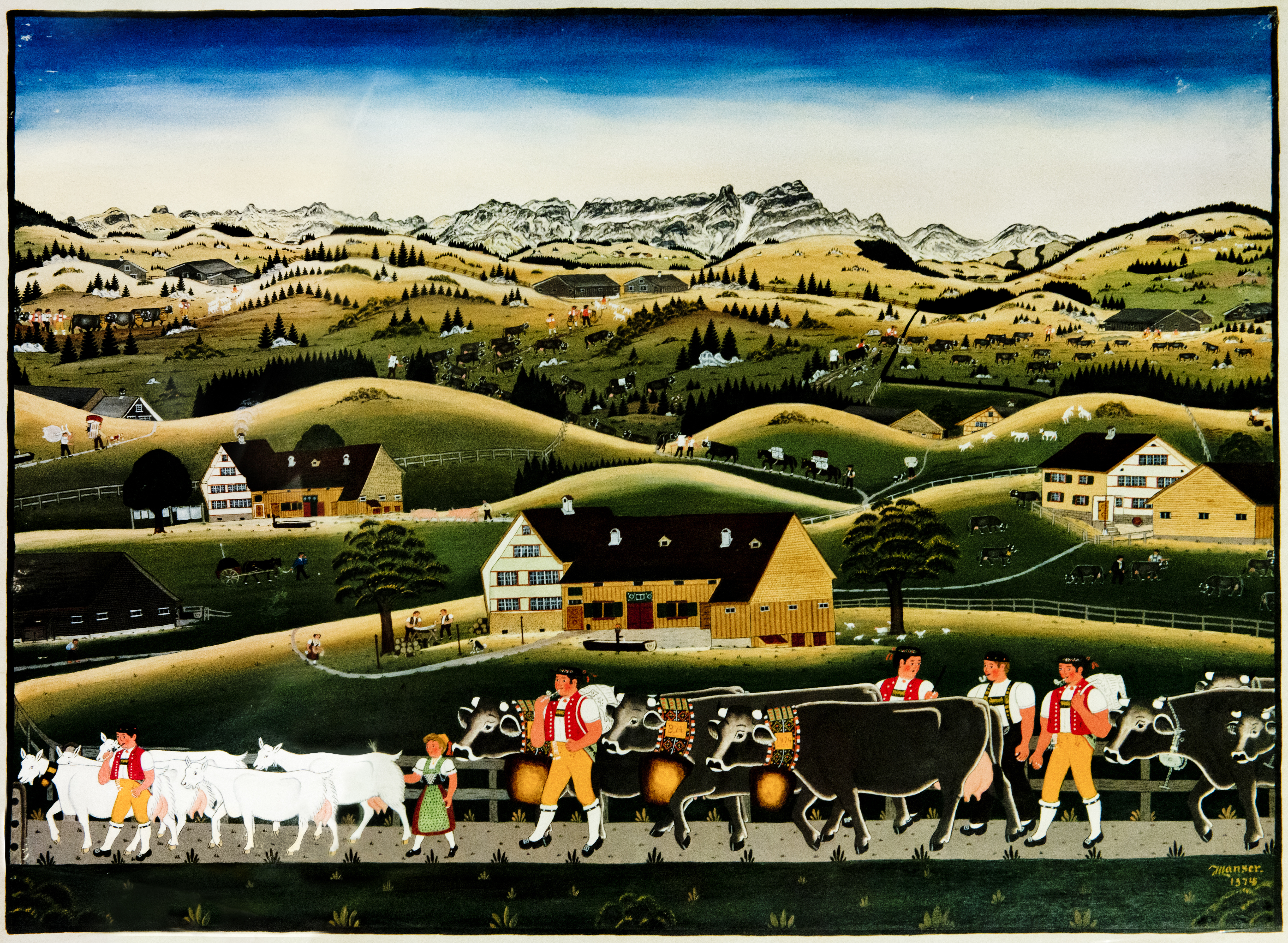
Ohne Titel (1974)
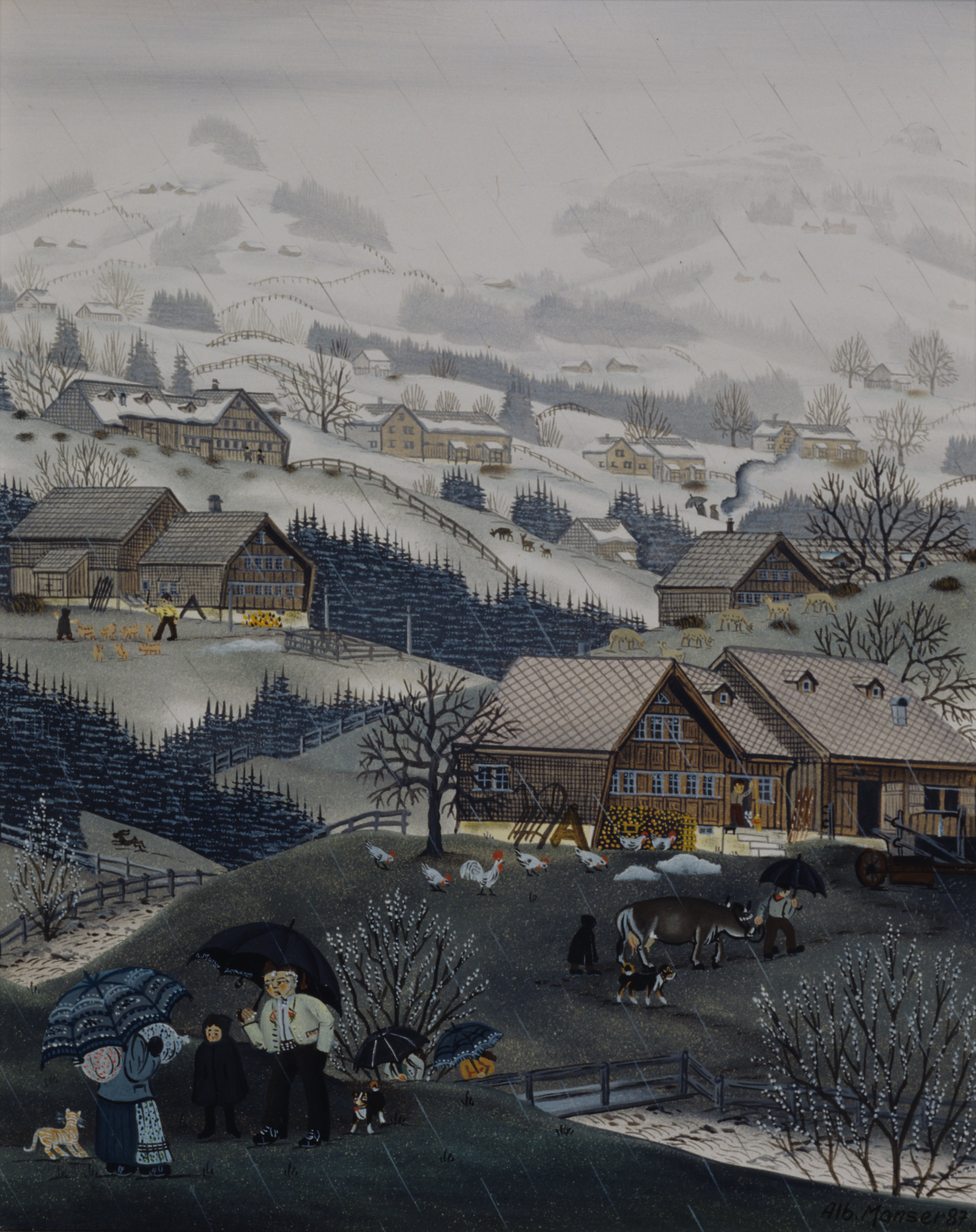
Sodelwetter (1987)

## Publikationen
- mit Elisabeth Waldmann und Dino Larese: Albertli: Geschichte eines Appenzeller Bauernbuben. Atlantis Kinderbücher, Zürich 1987.
- (mit Elisabeth Waldmann) Barbara: ein Bilderbuch. Verlag Pro Juventute, Zürich 1995.